# Quarantine
Quarantine (titulada: Cuarentena en Hispanoamérica) es una película de terror estadounidense dirigida por John Erick Dowdle y protagonizada por Jennifer Carpenter y Jay Hernández. Fue la última película de la productora Screen Gems, que cayó  en bancarrota poco después de que se acabara de rodar, aunque más adelante regresaría al panorama cinematográfico. La película es un remake de la española [REC].

## Argumento
En la noche del 11 de marzo de 2008, la reportera de televisión Ángela Vidal (Jennifer Carpenter) y a su camarógrafo (Steve Harris) se les encarga realizar un reportaje sobre el turno de noche de una estación de bomberos de la ciudad de Los Ángeles. Una llamada telefónica al número de emergencia los lleva a un pequeño edificio de apartamentos, donde oficiales de la policía se encuentran en la escena investigando unos gritos provenientes de uno de los pisos, y acuden al apartamento de donde vienen; allí vive una mujer que ha sido infectada con algo desconocido, su comportamiento es muy agresivo, muerde a un policía, le disparan y muere. Todos, junto con otros residentes del edificio, intentan escapar, solo para descubrir que Protección Civil ha puesto al edificio en cuarentena. Es imposible la comunicación por teléfono, internet, televisión o celulares, y la policía no está revelando la información a los que están atrapados adentro. Cuando la cuarentena finalmente es levantada, la única evidencia de lo que sucedió es la grabación del equipo del noticiero.

## Secuela
La secuela, Quarantine 2: Terminal, continúa la historia después del final de ésta, esa misma noche. En un avión con destino Nashville, un pasajero da muestras de una violenta enfermedad similar a la rabia. El avión hace un aterrizaje de emergencia en un aeropuerto, momento en el que Jenny, una azafata de vuelo sin demasiada experiencia, es encargada de controlar a los pasajeros que no tardan en descubrir que están en cuarentena cuando llega un grupo de vehículos de emergencia, unidades de policía y de CDC. Desesperada por huir, Jenny se alista para ayudar a otro de los supervivientes, Henry, e idear un plan para sobrevivir...
Fue dirigida por John Pogue, guionista de Barco fantasma y protagonizada por Mercedes Masohn y Josh Cooke. Se estrenó directamente en DVD a principios de 2011.

## Reparto
- Jennifer Carpenter - Angela Vidal
- Steve Harris - Scott Percival
- Jay Hernández - Jake
- Dania Ramírez - Sadie
- Rade Serbedzija - Yuri Ivanov
- Elaine Kagan - Wanda Marimon
- Greg Germann - Lawrence
- Bernard White - Bernard
- Columbus Short - Danny Wilensky
- Johnathon Schaech - George Fletcher
- Sharon Ferguson - Jwahir
- Jermaine Jackson - Nadif
- Marin Hinkle - Kathy
- Joey King - Briana
- Denis O'Hare - Randy
- Jeannie Epper - Sra. Espinoza
- Doug Jones - Hombre delgado